# Bulbophyllum danii
Bulbophyllum danii är en orkidéart som beskrevs av Pérez-vera. Bulbophyllum danii ingår i släktet Bulbophyllum och familjen orkidéer.
Artens utbredningsområde är Elfenbenskusten. Inga underarter finns listade i Catalogue of Life.